# Det skjulte
Det skjulte (fransk originaltitel: Un Silence) er en belgisk-fransk dramafilm fra 2023 om et ægtepar og deres adopterede søn, der rammes, da en person fra fortiden vender tilbage og afslører en skjult familiehemmelighed. Filmen er instrueret af belgieren Joachim Lafosse, og hovedrollerne spilles af de to kendte franske skuespillere Daniel Auteuil og Emmanuelle Devos.

## Handling
Ægteparret Astrid og Francois Schaar lever et privilegeret liv i Metz, hvor han er en fremtrædende advokat, som fører en højprofileret sag, hvor han repræsenterer forældre til en række bortførte børn. Husstandens ro smuldrer imidlertid, da en person fra fortiden vender tilbage og indleder sin egen jagt på retfærdighed. En skjult familiehemmelighed bliver afsløret med store konsekvenser for parret og deres adopterede søn.

## Medvirkende
- Daniel Auteuil som François Schaar
- Emmanuelle Devos som Astrid Schaar
- Jeanne Cherhal som politiinspektør Colin
- Damien Bonnard som Pierre

## Modtagelse

### USA
På det amerikanske websted Rotten Tomatoes, der opsummerer amerikanske mediers filmanmeldelser, var 81 % af de 21 indsamlede anmeldelser positive med en gennemsnitlig vurdering på 7,2 ud af 10 mulige point.

### Frankrig
På den franske webside AlloCiné, der samler anmeldelser fra franske kritikere, gav 28 franske kritikere fra aviser og andre medier en gennemsnitlig vurdering på 3½ ud af fem stjerner.

### Danmark
Filmmagasinet Ekko gav filmen fire stjerner ud af seks og kaldte den en gådefuld fransk thriller, der kredsede om overgreb mod børn.